# Rhipidia uxor
Rhipidia uxor är en tvåvingeart som först beskrevs av Alexander 1942.  Rhipidia uxor ingår i släktet Rhipidia och familjen småharkrankar. Inga underarter finns listade i Catalogue of Life.